# 彭家湾站
彭家湾站是一个京广铁路上的铁路车站，位于河南省信阳市平桥区彭家湾乡，建于1912年，目前为五等站，邮政编码为464192。目前客运：办理旅客乘降；行李、包裹托运；货运：办理整车货物发到。